# Igreja Presbiteriana de Trindade
A Igreja Presbiteriana de Trindade (IPT), oficialmente Congregação Presbiteriana de Trindade, é uma congregação da Primeira Igreja Presbiteriana de Goiânia, uma igreja local, federada à Igreja Presbiteriana do Brasil, sob a jurisdição do Presbitério de Goiânia e Sínodo Brasil Central. 
A igreja é conhecida pelo seu trabalho educacional na cidade, bem como pelo envolvimento com a comunidade cigana do município. É a única igreja direcionada para o grupo étnico na cidade.

## História
No início da década de 2000, o senhor Almir Boaventura iniciou um trabalho evangelístico entre jovens e crianças na chácara de sua propriedade, próximo ao Setor Samarah, em Trindade. Em 2001, a Primeira Igreja Presbiteriana de Goiânia (PIPG) apoiou o trabalho e estabeleceu o "Projeto Trindade" como um ponto de pregação.
No ano de 2003, a PIPG transformou o ponto de pregação em congregação. O Rev. Rony Almeida da Silva (à época seminarista) foi o primeiro responsável pela direção da nova congregação.
Em 19 de julho de 2005, foi iniciada a construção do edifício da congregação. Além da congregação, foi construída uma extensão do Instituto Presbiteriano de Educação (IPE), que passou a atender gratuitamente as crianças do Setor Samarah.
Em 2007, o Rev. Éder Machado (à época seminarista) assumiu o trabalho e continuou a evangelização entre a população local. O Rev. Lázaro de Oliveira (à época evangelista) também serviu à congregação nos anos seguintes, juntamente com o Evangelista Walmir Rufino da Silva.
Em 2009, o IPE começou a funcionar oficialmente nas dependência da congregação e em 2011, o Evangelista Fabio José de Carvalho serviu à congregação.
Em 2013, o Rev. Fabio Cunha Barreto foi o primeiro pastor ordenado a se tornar responsável pela congregação. Neste período teve início o Projeto “Alcance Cigano”, promovido pela Missão Amigos dos Ciganos (MACI), pela qual diversos ciganos da etnia calon tornaram membros da igreja.
Em 2019, o Rev. Lázaro de Oliveira retornou à congregação e deu continuidade ao cuidado pastoral e evangelização entre a comunidade cigana.
Além da comunidade cigana, a igreja recebeu membros não ciganos ao decorrer dos anos. Por isso, em 2022, foi iniciada uma segunda congregação, na região central da cidade de Trindade, sob os cuidados do Rev. Eliel Gomes.